# Morgenstern (Band)
Morgenstern ist eine ehemalige Metal-Band aus Bad Salzungen in Thüringen. Die Band spielte Mittelalter-Rock mit deutschen Texten.

## Bandgeschichte
Die Band wurde am 28. Februar 1998 von Jens „Yenser“ Hülpüsch (Gitarre), Matthias „Ulli“ Ullmann (Gesang, Schlagzeug), Susanne Kley (Gesang, Flöte, Klarinette) und Steffen Richter (Bass) gegründet. Etwas später kam Dirk Necke (Keyboards, Schalmei) hinzu. Nach dem Demo Hexenhammer, erschienen am 16. März, hat die Band einige Auftritte in Thüringen, Hessen und Sachsen im Vorprogramm diverser Mittelalter-Rock- und Folk-Metal-Bands wie Subway to Sally, Skyclad, Inchtabokatables und Mutabor. Mit Manuel „Maan Man“ Möckel kam ein zweiter Gitarrist hinzu. Nach der Veröffentlichung des zweiten Demos Operie Femina erhielt die Band 1999 einen Plattenvertrag bei dem österreichischen Independent-Label Napalm Records, das in der Metal-Szene eigentlich eher für Black Metal bekannt war. 2000 erschien das Debütalbum Feuertaufe.
Das Album Heute ist die Rache mein spielte die Band im Jahr 2001 in der Besetzung Rico Ihling (Gesang), Matthias Ullmann (Schlagzeug), Susanne Kley (Blasinstrumente), Dirk Necke (Blasinstrumente), Jens Hülpüsch (Gitarre) und Jörg Hülpüsch (Bass) ein. Das Album kam in der Metalpresse wesentlich schlechter an als der Vorgänger. Das Magazin Rock Hard kürt das Album sogar zur „Arschbombe des Monats“, der Name des Magazins für die nach Kritikermeinung schlechteste Veröffentlichung des Monats. 2002 folgte das Album Rausch. 2003 trat die Band auf dem Wave-Gotik-Treffen (WGT) auf.
Nach der Mexiko-Tour 2004 und der Veröffentlichung des vierten Albums Fuego, produziert von Alexander Krull (Atrocity) verlassen Rico Ihling, Matthias "Ulli" Ullmann, Susanne Kley und Dirk Necke die Band aufgrund musikalischer und persönlicher Differenzen. Sie gründen daraufhin die Band Solar Plexus, die zwei Alben über STF Records veröffentlichte. Da Jens und Jörg Hülpüsch Morgenstern nicht sterben lassen wollten, formierten sie die Gruppe neu. Von 2005 an spielten in Morgenstern neben den Hülpüsch-Brüdern Chrissi Vogt am Keyboard, Karsten Schwantes am Schlagzeug, Tino Saabel an der Gitarre und am Gesang. In diesem Line-up war ein Album angekündigt, das jedoch nie erschien. Tatsächlich kam es 2008 zu einer Reunion im Gründungs-Line-up, jedoch mit Schlagzeuger Frank Albrecht, der aus Solar Plexus mit wechselte. Das letzte Album Geister erschien 2009 als Eigenproduktion. Die Band löste sich ein Jahr später auf.
Matthias "Ulli" Ullmann verstarb im Alter von 40 Jahren am 17. Juni 2012 bei einem Arbeitsunfall.

## Musikstil
Morgenstern spielten Mittelalter-Metal im Stile bekannter Vorbilder wie Subway to Sally und In Extremo. Nicht nur, aber insbesondere das Rock Hard bemängelte die fehlende Eigenständigkeit und den fehlenden Druck der Band. Teilweise erinnerten die Tonträger auch an Deutschrock. Mit dem Album Rausch konnte die Band einige Kritiker wieder versöhnen.
Lyrisch bediente man sich weniger mittelalterlicher Themen, sondern schrieb die Texte vor einem neuzeitlichen Hintergrund oder suchte Themen, die universell gültig sind. Die Textinhalte wurden dann in eine mittelalterlich anmutende Textform gebracht. Ab Rausch versuchte die Band eher die Themen Liebe und Sex zu behandeln. mit dem Album Fuego versuchte man einen eher am Metal orientierten Stil zu fahren, blieb aber noch im Mittelalterstil verwurzelt. Ein angekündigter Stilwechsel in Richtung Hard Rock und Metal in der Trennungszeit wurde nie auf einem Album verewigt. Nach der Reunion versuchte man wieder an die Zeit vor Fuego anzuknüpfen.

## Diskografie

### Studioalben
- 2000: Feuertaufe (Napalm Records)
- 2001: Heute ist die Rache mein (Napalm Records)
- 2002: Rausch (Napalm Records)
- 2004: Fuego (Napalm Records)
- 2009: Geister (Eigenproduktion)

### Demos
- 1998: Hexenhammer
- 1999: Operie Femina